# HD 210277
HD 210277 es una estrella de magnitud 7 en la constelación Acuario. Es una enana amarilla del tipo G0V, similar al Sol. Posee una masa de aproximadamente 0,92 masas solares, y se estima que la edad de la estrella es de 12 000 millones de años. La estrella no es visible a siemple vista, ya que se encuentra a 69 años luz de la Tierra. Sin embargo, es fácilmente visible con unos prismáticos.
Esta estrella posee un planeta extrasolar masivo orbitando a su alrededor. En el año 1999, T. E. Trilling anunció el descubrimiento de un disco protoplanetario basándose en observaciones de longitud de onda infrarroja. Se estima que el disco podría ser similar al cinturón de Kuiper del sistema solar.

## HD 210277 b
HD 210277 b fue descubierto en el año 1998 por el equipo de California and Carnegie Planet Search usando el afortunado método de la velocidad radial. Este planeta es, al menos, un 24% más masivo que Júpiter. La distancia media es algo mayor que una Unidad Astronómica, es decir, algo superior que la distancia de la Tierra al Sol. Sin embargo, su excentricidad es muy alta, tanto que en su periastro la distancia es casi la mitad, y en el apoastro, la distancia aumenta hasta situarse a una distancia similar entre Marte y el Sol.
En el año 2000, un grupo de científicos propuso, basándose en datos preliminares astrométricos del satélite Hipparcos, que el planeta podría tener una inclinación de 175,8° y una masa verdadera 18 veces la de Júpiter, convirtiendo en el planeta en una enana marrón.
De todas formas, es estadísticamente muy improbable, y dicha especulación todavía no ha sido confirmada. Si el planeta orbita en el mismo plano que el disco protoplanetario, lo cual podría ser factible, tendría una inclinación de 40° y una masa absoluta de 2,2 veces la masa de Júpiter.

## Disco de polvo en HD 210277
En el año 1999 se descubrió un disco de polvo alrededor de la estrella HD 210277, similar al cinturón de Kuiper del sistema solar. Está situado entre 30 y 62 UA de la estrella, y se estima que es 50 y 80 veces más masivas que el cinturón de Kuiper.